# Советское (Хасавюртовский район)
Советское — село в Хасавюртовском районе Дагестана, Россия.
Образует муниципальное образование село Советское со статусом сельского поселения как единственный населённый пункт в его составе.

## География
Расположено на правом берегу реки Терек на границе с Чеченской Республикой. Граничит на севере с с. Первомайское, на северо-востоке с селами Теречное и Акбулатюрт, на юго-востоке с селением Аксай, на юге и востоке с чеченскими селами Энгель-Юрт и Азамат-Юрт соответственно. Находится в 27 км от районного центра Хасавюрт.

## История
Точная дата основания села неизвестна. В 1825 году, после сожжения кумыкского селения Старый Аксай, часть его жителей переселилась в уже существовавший хутор Карасув-отар (на 1900 год состоял из 50 дворов).
В апреле 1957 года жители были переселены в соседнее село Аксай. В августе 1957 года было перезаселено, в основном ахвахцами из села Тунситли, которых ранее 1 апреля 1944 года принудительно переселили в село Дарго (Шамилькала, Циябросо) Веденского района ЧИАССР, а в 1957 году повторно на территорию Хасавюртовского района.

## Население
| 1889  | 1914  | 1926  | 1939  | 1970  | 1989  | 2002  |
| ----- | ----- | ----- | ----- | ----- | ----- | ----- |
| 266   | ↘264  | ↘219  | ↗223  | ↗773  | ↗932  | ↗1074 |
| 2010  | 2012  | 2013  | 2014  | 2015  | 2016  | 2017  |
| ↗1362 | ↗1376 | ↗1394 | ↗1403 | ↗1457 | ↗1502 | ↗1523 |
| 2018  | 2019  | 2020  | 2021  | 2023  | 2024  | 2025  |
| ↗1580 | ↗1616 | ↗1652 | ↘1551 | ↗1581 | ↗1622 | ↗1654 |

Национальный состав
По данным Всесоюзной переписи населения 1926 года:
| № | Национальность | Численность, чел. | Доля  |
| - | -------------- | ----------------- | ----- |
| 1 | кумыки         | 219               | 100 % |

## Известные уроженцы
- Магомедшарипов, Забит Ахмедович (род. 1991) — боец смешанных боевых искусств, выступавший под эгидой UFC в полулёгкой весовой категории. Бывший чемпион ACB в полулёгком весе. Мастер спорта России.

- Магомедшарипов, Хасан Ахмедович (род. 2000) -российский боец смешанного стиля, представитель полулёгкой весовой категории. Выступает на профессиональном уровне начиная с 2019 года, известен по участию в турнирах бойцовской организаций ]Bellator MMA.

## Галерея

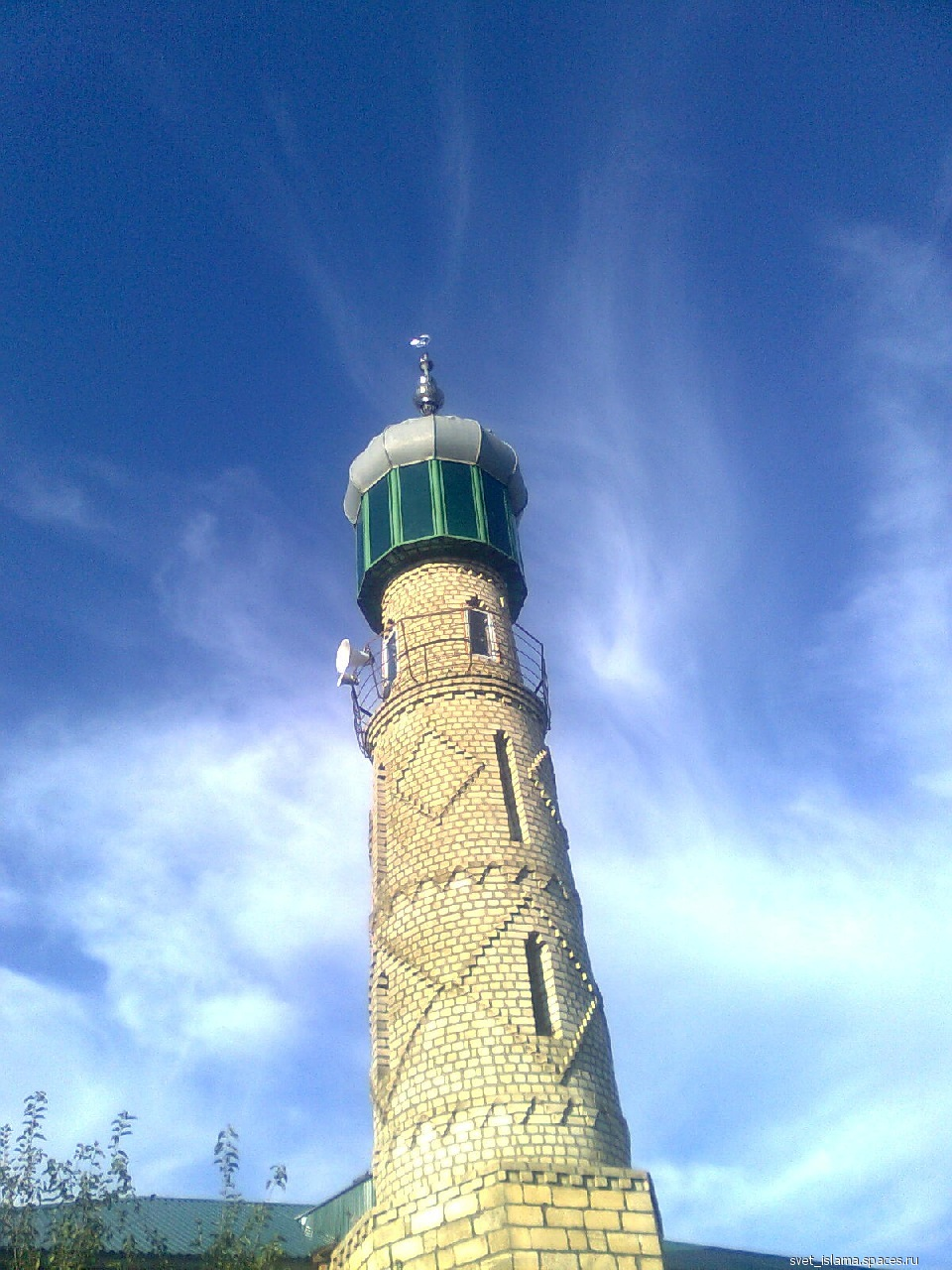
Минарет мечети 01-03-2011
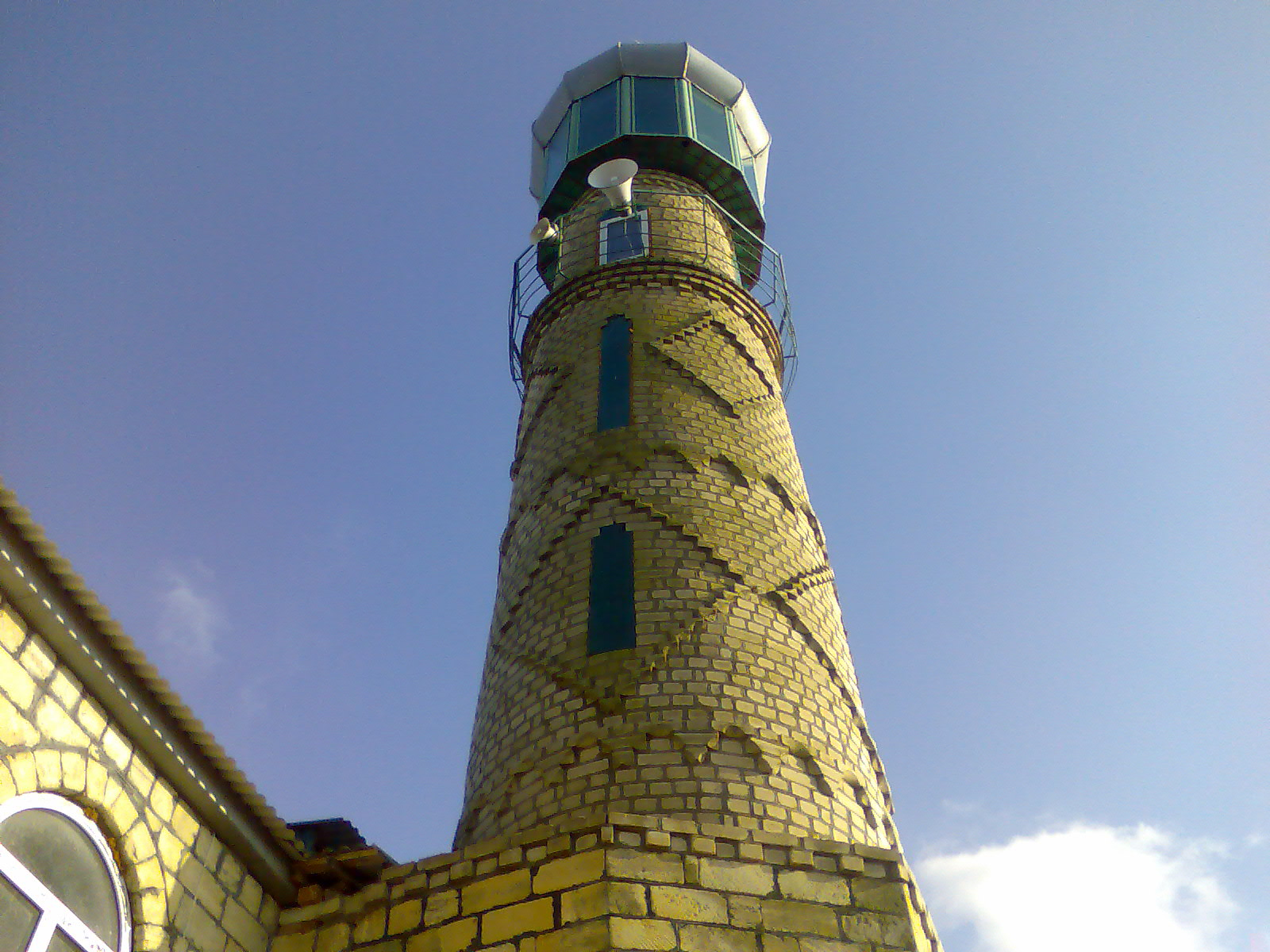
Минарет мечети 9-12-2012
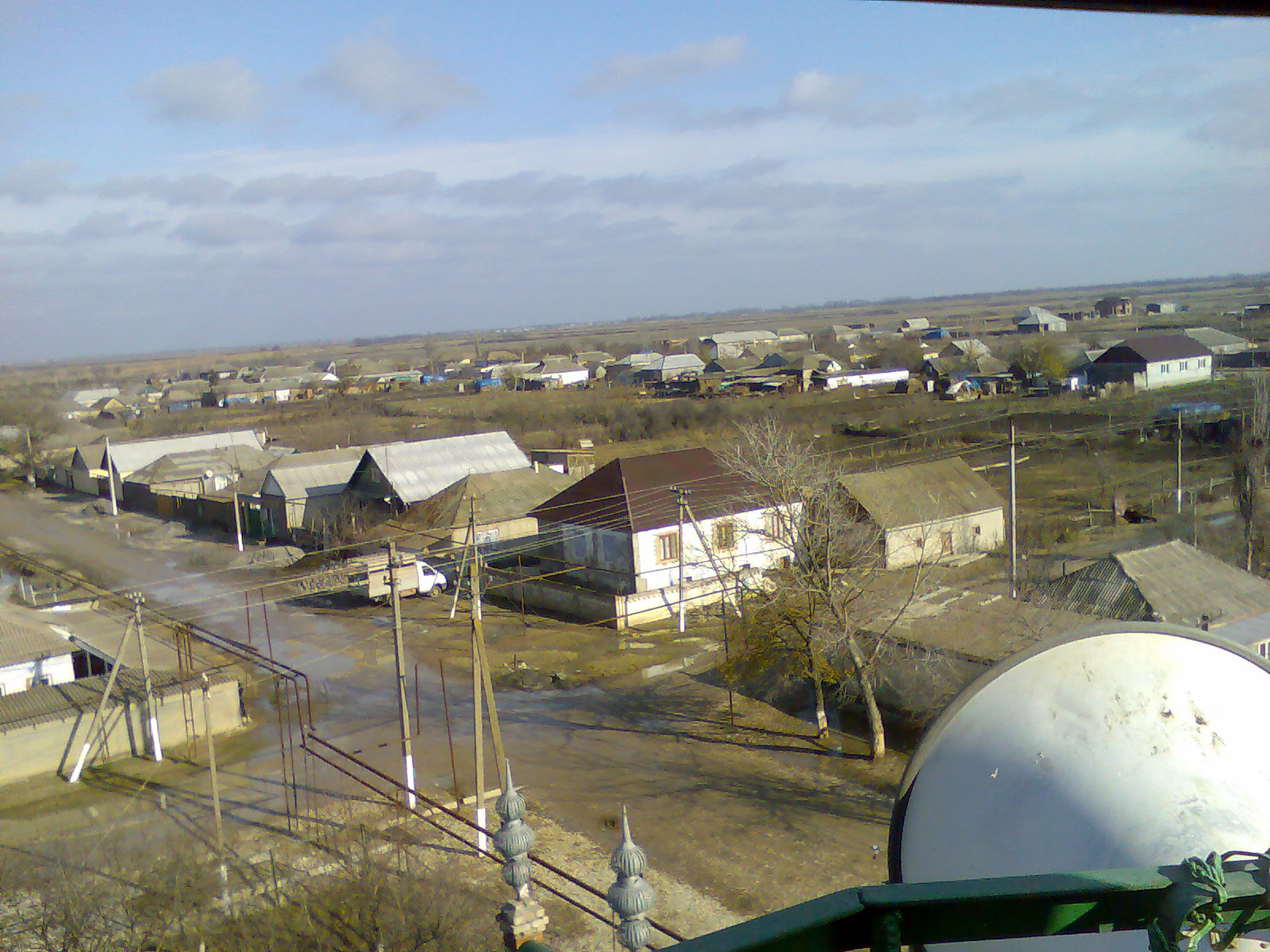
Вид на центральную улицу 9-12-2012
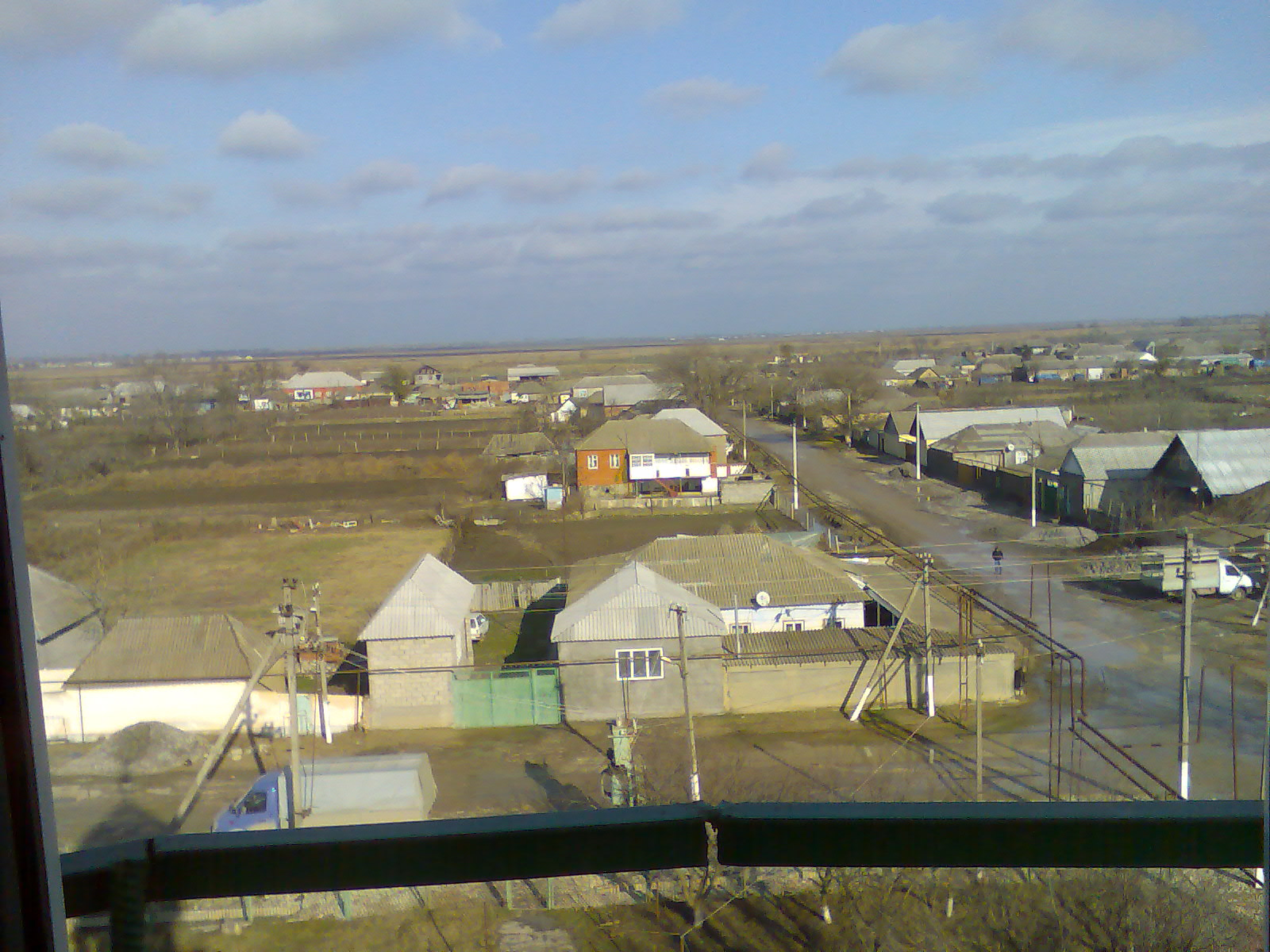
Центральная улица 9-12-2012
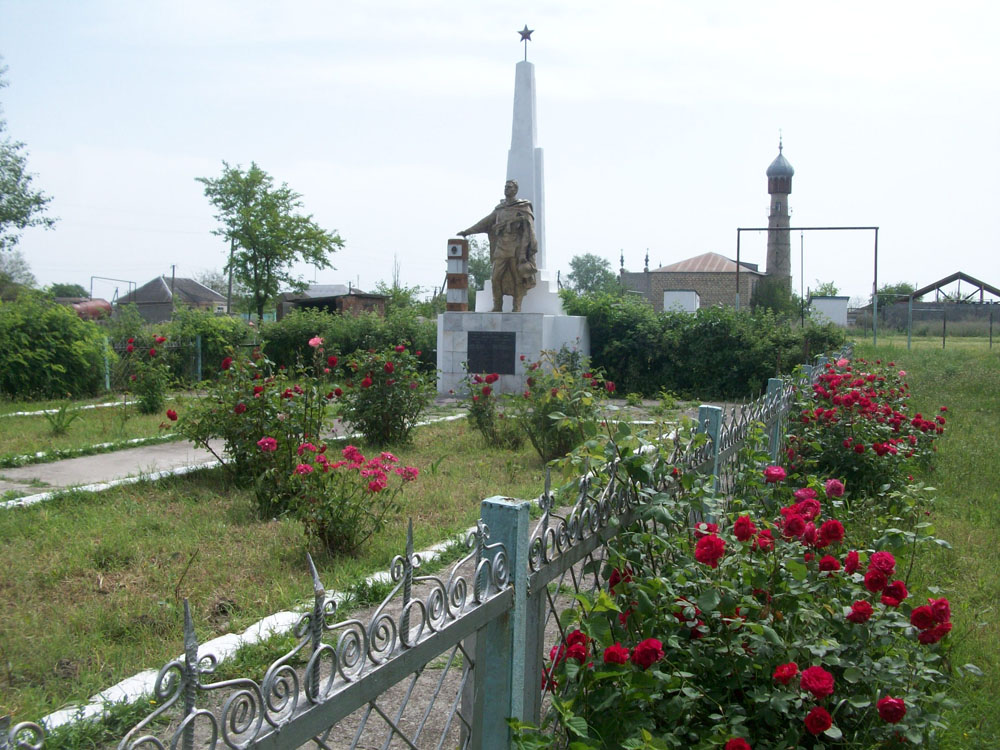
Памятник воинам ВМВ